# خانه چرخی

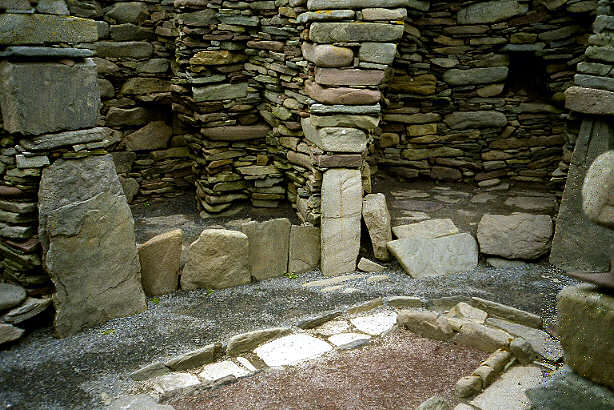
داخل خانهٔ چرخی در یارلزهف

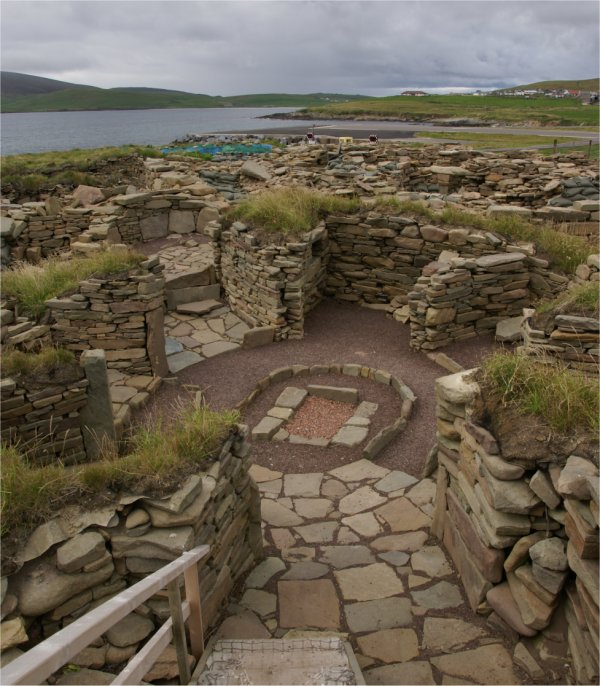
خانه‌چرخی

خانهٔ چرخی (Bagh nam Feadag)(به انگلیسی: wheelhouse) نوعی سازهٔ پیشاتاریخی از عصر آهن است که در اسکاتلند یافت می‌شود. عبارت خانهٔ چرخی اشاره به شکل نقشهٔ این ابنیه دارد و نخستین بار در سال ۱۸۵۵ پس از کشف یک گورپشته استفاده شده. شکل خاص معمارانه این سازه‌ها که با کلبه‌های جنگلی مرتبط است در آخرین قرن‌های پیش از میلاد مسیح گونهٔ اصلی سکونت‌گاه در جزایر هبریدهای بیرونی تشکیل می‌داد. امروزه در کل ۶۲ محوطهٔ خانهٔ چرخی در هبریدهای بیرونی، جزایر شمالی، ساحل کیث‌نس، و ساترلند کشف شده.